# The Chair in the Doorway
The Chair in the Doorway es el quinto álbum de estudio de la banda estadounidense Living Colour, lanzado a través de Megaforce Records el 15 de septiembre de 2009. Es su primer álbum de estudio desde el álbum Collideøscope de 2003, y el primero con Megaforce Records. Recibió críticas positivas y vendió unas 2800 copias en su primera semana, posicionándo en el número 159 de la lista Billboard 200. Es el primero en entrar en las listas estadounidenses desde Stain en 1993.
"Bless Those (Little Annie's Prayer)," coescrita con Annie Bandez y Doug Wimbish, apareció primeramente en el álbum de Little Annie Short and Sweet de 1992.

## Track listing
- Todas las canciones compuestas por Living Colour

| N.º | Título                                                             | Duración |  |
| 1.  | «Burned Bridges»                                                   | 3:37     |  |
| 2.  | «The Chair» (Count)                                                | 2:09     |  |
| 3.  | «Decadance» (Milan Cimfe, Mark Stewart)                            | 3:20     |  |
| 4.  | «Young Man» (Mark Stewart)                                         | 2:53     |  |
| 5.  | «Method» (Milan Cimfe, Mark Stewart)                               | 4:20     |  |
| 6.  | «Behind the Sun» (Count)                                           | 3:40     |  |
| 7.  | «Bless Those (Little Annie's Prayer)» (Doug Wimbish, Annie Bandez) | 5:04     |  |
| 8.  | «Hard Times»                                                       | 2:48     |  |
| 9.  | «That's What You Taught Me»                                        | 3:45     |  |
| 10. | «Out of My Mind» (Mark Stewart)                                    | 3:42     |  |
| 11. | «Not Tomorrow»                                                     | 3:01     |  |
| 12. | «(4 minutos, 33 segundos de silencio)» (Pista adicional)           |          |  |
| 13. | «Asshole» (Pista adicional)                                        | 2:51     |  |

## Personal
- Corey Glover - voz y coros en "Not Tomorrow"
- Vernon Reid - guitarras, efectos y coros en "That's What You Taught Me"
- Doug Wimbish - bajo, ambiente y coros
- Will Calhoun - batería, percusión, piano, teclados, coros en "Not Tomorrow"

Músicos adicionales:
- Becca de Beauport - teclados en "That's What You Taught Me" y voz en "Not Tomorrow"